# Michael Čulo

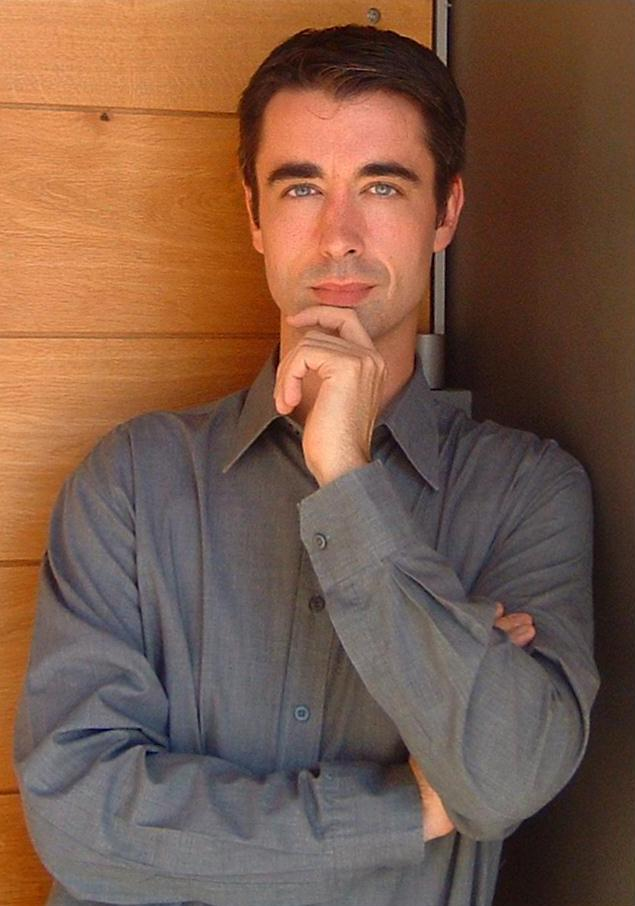
Michael Čulo (2005)

Michael Čulo (* 12. September 1980 in Bietigheim-Bissingen) ist ein deutscher Kirchenmusiker, Chorleiter und Komponist.

## Studium
Michael Čulo, dessen Eltern aus Kroatien stammen, studierte Kirchenmusik in Rottenburg und Tübingen mit den Hauptfächern Chorleitung, Orgelliteraturspiel und -improvisation, Gesang und Tonsatz/Komposition. Er ist verheiratet mit der Kirchenmusikdirektorin Angelika Rau-Čulo.

## Kompositionen
Mit seiner Komposition und das Licht scheint in der Finsternis gewann er den Red Ribbon Award der AIDS-Hilfe Tübingen-Reutlingen e.V.
Er schrieb Auftragskompositionen u. a. für das Sinfonieorchester der Stadt Ludwigsburg, für den Stuttgarter Stiftskantor KMD Kay Johannsen und die Sopranistin der Neuen Vocalsolisten, Sarah Maria Sun.

## Berufliche Tätigkeit
Čulo war 2004 bis 2007 Assistent an der Domsingschule in Rottenburg/Neckar und im Anschluss Assistent von KMD Kay Johannsen an der Stiftskirche Stuttgart und von LKMD Prof. Siegfried Bauer im Amt für Kirchenmusik der Evangelischen Landeskirche in Württemberg und von April 2009 bis September 2019 Bezirkskantor in Nürtingen. Im August 2013 übernahm er die Leitung des Knabenchors collegium iuvenum Stuttgart. Von August 2020 bis August 2021 war Michael Čulo Kantor der historischen Neustädter Hof- und Stadtkirche in Hannover. Seit September 2021 ist er Domkantor am Hildesheimer Dom und Leiter der Mädchenkantorei der Hildesheimer Dommusik.